# Itaguaru
Itaguaru es un municipio brasilero del estado de Goiás. Su población estimada en 2004 era de 5.309 habitantes.

## Historia
El municipio fue fundado el 14 de noviembre de 1958 por Napoleão Pires de Barros, Antônio Lourenço de Sá, Benedito Ferrera de Castro , Urgelio Teixeira y Joaquim Moreira de la Masceno.
El municipio de Itaguaru fue creado a partir del poblado denominado Chapadão.
La emancipación fue fruto de la ley estatal de número 8.111 del 14 de noviembre de 1958.

## Geografía
La formación del nombre Itaguaru es fruto de partes de nombres de ciudades vecinas: ITAberaí, jaraGUA y uRUana, que circundan aquel Municipio. Su principal carretera de acceso es la GO-154.